# Пършово
Пъ̀ршово или Пъ̀ршево, известно и с турския изговор Бурсово (на гръцки: Ανθοχώρι, Антохори, катаревуса: Ανθοχώριον, Антохорион, до 1953 Πούρσοβον, Пурсовон), е село в Гърция, дем Просечен.

## География
Селото е разположено на 150 m надморска височина, в източните склонове на Сминица, на 2 km южно от Горенци (Кали Вриси) и на 2 km северно от Криводол (Калитеа).

## История

### Етимология
Според Йордан Н. Иванов името Пършово е личното име Пършо. Жителското име е пъ̀ршовя̀нин, пъ̀ршовя̀нка, пъ̀ршовя̀не.

### В Османската империя
В XIX век Пършово е турски чифлик. В 1889 година Стефан Веркович („Топографическо-этнографическій очеркъ Македоніи“) отбелязва Паршево като село с 30 турски къщи. Към 1900 година според статистиката на Васил Кънчов („Македония. Етнография и статистика“), населението на Пършово брои 150 турци.
След като в 1905 година оглавява самостоятелна чета, андартският капитан Иван Марчов заедно с Василиос Цувалдзис, Теодорос Буласикис и Георгиос Кутлес взима участие в сраженията с български чети при Пършово и Карлъково.

### В Гърция
По време на Балканската война Пършово е освободено от части на българската армия, но след Междусъюзническата война остава в Гърция. В 1913 година селото (Πούρσοβα) има 127 или 283 жители.
След Лозанския договор (1923), сложил край на Гръцко-турската война турското население на Бунарбаши се изселва в Турция и на негово място са настанени гърци бежанци от Турция. Според преброяването от 1928 година Пършово е изцяло бежанско село с 45 бежански семейства със 162 души.
В 1953 година името на селото е сменено на Антохорион.
Населението произвежда тютюн, жито и други замеделски култури.
| Година    | 1913 | 1920 | 1928 | 1940 | 1951 | 1961 | 1971 | 1981 | 1991 | 2001 | 2011 | 2021 |
| --------- | ---- | ---- | ---- | ---- | ---- | ---- | ---- | ---- | ---- | ---- | ---- | ---- |
| Население | 283  | 113  | 187  | 439  | 384  | 412  | 239  | 212  | 181  | 155  | 132  | 93   |